# رزین اشباع
رزین های اشباع، مایعات آلی نسبتا چسبناک هستند که در صنعت محصولات جنگلی برای اصلاح چوب استفاده می‌شوند. آن‌ها معمولا حاوی فرمالدئید هستند و از دیمرها و تریمرهای مولکول اصلی تشکیل شده‌اند. این رزین‌ها می‌توانند پس از عمل آوری در داخل یک بستر چوبی به محلول های پلیمری تبدیل شوند و خواص تثبیت کنندگی ایجاد کنند. شیوه آغشته کردن این رزین‌ها شامل یک  محفظه خلاء است که رزین را به طور کامل در چوب پخش می‌کند. هنگامی که رزین در داخل چوب قرار می‌گیرد،  می‌تواند در دیواره سلولی پخش شود و استحکام فیزیکی چوب را حتی میزان بیشتری نیز افزایش دهد.

## کاربردها
زین‌های اشباع برای استفاده در صنعتِ فراورده‌های جنگلی، به منظور اصلاح چوب و بهبود خواص طبیعی آن طراحی شده‌اند. رزین‌های اشباع چوب معمولاً به گونه‌ای طراحی می‌شوند که به داخل دیواره‌های سلولی چوب نفوذ کنند، جایی که به طور کلی استحکام، سختی، پایداری ابعادی و مقاومت در برابر پوسیدگی را افزایش می‌دهند. در سال‌های اخیر، علاقه به چوب یا الوار افزایش یافته است، زیرا انرژی کمتری برای تبدیل درختان به چوب نسبت به سایر مصالح ساختمانی مورد نیاز است. اگرچه چوب نسبت به سایر مصالح ساختمانی مزایایی دارد، اما معایب قابل توجهی نیز دارد. چوب در رطوبت زیاد دچار انبساط و تورم می‌شود و وقتی هوا خشک است منقبض می‌شود . همچنین، اگر  برای مدت طولانی در معرض رطوبت باشد، پوسیدگی پیدا می‌کند و این فرایند در هر چوب نسبت  به چوب دیگر  ویژگی‌های متفاوتی دارد. اشباع رزین می‌تواند تمامی این موارد را بهبود بخشد. آغشته کردن رزین‌ها به زیرلایه چوب شامل یک فرآیند بهبود در خلاء است که یک محلول مونومر را در سراسر ساختارهای ظریف داخل چوب پخش می‌کند. پلیمریزاسیون رزین با پخت با حرارت انجام می‌شود و رزین اشباع را به حالت ماده جامد تبدیل می کند. آغشته کردن چوب به رزین و به دنبال آن پخت، دیواره سلولی چوب را حجیم می‌کند و خواص بهبود یافته به آن می‌بخشد. تقاضا برای رزین‌های اشباع کننده در سراسر جهان به دلیل بیشتر شدن کارایی آن در فرآیند کلی عایق الکتریکی قطعات خودرو و الکترونیک رو به افزایش است.
در حالی که هیچ پیشرفت تجاری جدیدی با رزین های اشباع برای بهبود و تغییر خواص چوب وجود ندارد، در صنعت و مؤسسات تحقیقاتی، نوآوری‌های مداوم در حال کشف شدن هستند 

## انواع رزین‌های اشباع

### رزین‌های فنل فرمالدئید

محصولات اصلی واکنش فنل با فرمالدئید در رزین PF

رزین‌های فنل فرمالدئید (PF) اولین رزین‌های اشباع تجاری مربوط بودند که با واکنش فنل و فرمالدئید ساخته شدند و پس از عمل آوری یک شبکه پلیمری در داخل چوب ایجاد می‌کنند. فنل می‌تواند با فرمالدئید در موقعیت های ارتو و پارا واکنش داده و مونو، دی و تری متیلولفنل را به عنوان فراورده‌های واکنش تولید کند. جدا از این‌که این رزین‌ها اولین پلیمرهای مصنوعی  تجاری شده‌ هستند،  مطالعات نشان می‌دهد که رزین‌های PF از نظر ایجاد استحکام، پایداری و مقاومت در برابر پوسیدگی زیرساخت چوب، عملکرد برتری نسبت به سایر رزین‌ها دارند. پایداری ابعادی نشان‌داده‌شده توسط نمونه‌های چوب آغشته به رزین‌های PF عمدتاً تابعی از جرم رزین داخل دیواره سلولی چوب است. چوب آغشته به PF را گاهی Impreg می‌نامند. قبل از عمل آوری، رزین های PF به عنوان نرم کننده دیواره سلولی عمل می کنند و به چوب اجازه می‌دهند راحت تر فشرده شود. پس از پخت، PF از برگشت چوب به حالت اولیه جلوگیری می‌کند.  از این فرایند، برای ساختن محصولات چوبی با چگالی بالا و بسیار سخت، معروف به "compreg" یا "staybwood" استفاده شده است. افزایش استحکام و پایداری چوب به دلیل اتصال ضربدری اجزای رزین و توانایی رزین در حجیم کردن دیواره سلولی است. PF سیاه رنگ است که در نتیجه هر رنگ طبیعی چوب را تیره می‌کند.

### رزین های اوره فرمالدئید

واکنش اصلی اوره و فرمالدئید برای ایجاد رزین اوره فرمالدئید و به دنبال آن تراکم

رزین های اوره فرمالدئید (UF) یک کلاس از رزین های اشباع برای اصلاح چوب هستند که از واکنش اوره با فرمالدئید ساخته می شوند. این رزین را می توان پس از آغشته شدن به زیرلایه چوب با پخت در آون پلیمریزه کرد. رزین‌های UF به دلیل اینکه دوام کمتری نسبت به سایر رزین‌های اشباع دارند و در برابر شرایط آب و هوایی سخت مقاومت نمی‌کنند، کمتر در صنعت اصلاح چوب استفاده می‌شوند. هنگامی که در معرض آب قرار می گیرند، رزین های UF می توانند هیدرولیز شوند و فرمالدئید را از بستر چوب آزاد کنند. به همین دلیل، زمانی که از بستر چوبی برای مصارف داخلی استفاده می شود، بیشتر به عنوان رزین های اشباع استفاده می شوند. چوب برای استفاده در فضای باز برای بهبود پایداری در برابر شرایط آب و هوایی اصلاح شده است، بنابراین رزین های PF برای این منظور مناسب تر هستند.

### رزین های ملامین فرمالدئید

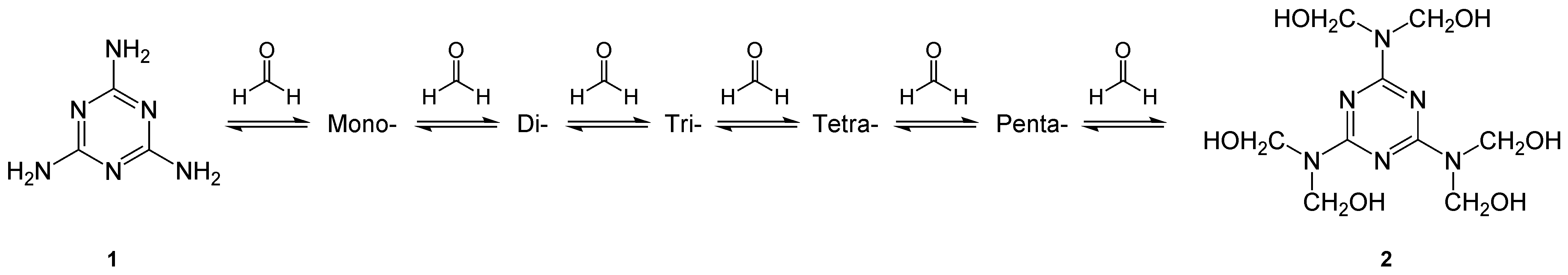
واکنش ملامین با فرمالدئید برای تشکیل هگزامتیلول ملامین

رزین های ملامین فرمالدئید (MF) دسته‌ای از رزین‌های اشباع برای بهبود خواص چوب هستند که از واکنش ملامین با فرمالدئید در چگالش این دو مونومر ساخته می‌شوند. رزین‌های ملامین فرمالدئید منحصر به فرد می‌باشند زیرا ویژگی ضد-آتش و ضد-حرارترا دارا می‌باشند. که علاوه بر مزایای رزین اشباع معمولی، باعث بهبود بیشتر زیرساخت‌های چوبی می‌شود. آن‌ها همچنین شفاف هستند و به محصول نهایی اجازه می دهند هر رنگ یا طرحی داشته باشد. این امر منجر به کاربرد گسترده‌ی آن‌ها شده است، به عنوان مثال در کانترها با نام تجاری formica استفاده می‌شوند. ویژگی ضد-آتش بودن،  به دلیل نیتروژن موجود در ملامین است که وقتی در معرض حرارت زیاد قرار بگیرد به صورت گاز آزاد می‌شود و می‌تواند شعله را خاموش کند. ملامین همچنین یک هیت سینک است که یعنی می‌تواند مقادیر زیادی انرژی را به صورت گرما جذب کند که ویژگی سودمندی می‌باشد. همچنین این موضوع به ویژگی ضد-آتش بودن آن کمک می‌کند، زیرا ملامین پس از قرار گرفتن در معرض شعله، لایه‌ای از زغال سنگ روی بستر چوب تشکیل می‌دهد و از گروه‌های با قابلیت اشتعال‌ بیشتر چوب و پلیمر محافظت می‌کند. اگرچه رزین‌های MF دارای این مزیت اضافه بر سازمان هستند، اما استفاده از آن‌ها برای رزین‌های آغشته به دلیل داشتن فرمالدئید آزاد بالا دشوار است. در صنعت، قوانین سختگیرانه‌ای وجود دارد که مقدار فرمالدئید آزاد را در هر محصول زیر یک حد قابل تشخیص مشخص تصویب می‌کند. این مقررات به حفظ ایمنی افراد و حیوانات در تماس با این محصولات کمک می‌کند چرا که فرمالدئید یک محرک است و در مقادیر بالاتر می‌تواند مضر باشد. بررسی‌ها نشان می‌دهد که افزودن اوره به رزین‌های MF باعث کاهش مقدار فرمالدئید آزاد تا زیر حد مجاز می‌شود و در بیشتر مواقع برای این منظور از اوره استفاده می‌شود. یکی دیگر از مشکلات رزین‌های MF ، انحلال پذیری کم ملامین در آب است. به همین دلیل و همچنین دارا بودن فرمالدئید آزاد، رزین‌های MF به طور معمول در زمینه بهبود خواص چوب استفاده نمی‌شوند.

## مشخصات رزین
رزین های اشباع برای اینکه در اصلاح خواص چوب، موفقیت آمیز عمل کنند، باید دارای ویژگی های زیر باشند:

### قابلیت جریان دادن به عمق چوب

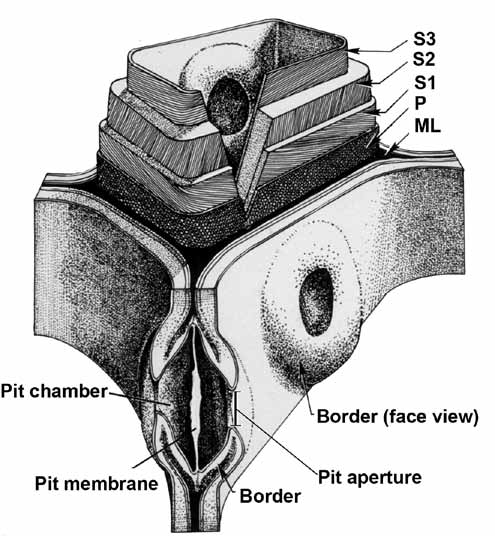
نقاشی قطع شده از یک دیوار سلول چوبی

محیط مطلوب برای بهبود خواص این است که رزین در ساختار چوب جریان یابد و به همه سلول ها دست یابی داشته باشد   اکثر سلول‌های چوب به شکل نی‌های توخالی به طول میلی‌متر و عرض ده‌ها میکرون با مرکز تو خالی می‌باشند. رزین از طریق شبکه لومن و حفره جریان می‌یابد و در حالت ایده آل به تمام سلول ها دسترسی پیدا می‌کند و سپس با انتشار وارد دیواره‌های سلولی می‌شود. برای جاری شدن تا عمق زیاد در چوب، ضروری است که  به دلیل مسیر طولانی و پرپیچ و خم با نقاط باریک از رزین با ویسکوزیته کم بدون ذرات استفاده شود. حتی با یک رزین ایده‌آل، می‌توان حفره‌ها را از خشک شدن خارج کرد و تمام رزین‌ها را از سلول خارج کرد.

### اندازه کوچک مولکول های رزین
حجم آزاد بسیار کمی حتی در دیواره های سلولی چوبی اشباع شده از آب وجود دارد، بنابراین مولکول های بزرگ، مانند اکثر رزین های حتی با وزن مولکولی 1000 (~ 5 مونومر)، نمی توانند وارد شوند. هرچه مولکول اشباع کننده کوچکتر باشد، جرم بیشتری از رزین می تواند وارد دیواره سلولی شود. داشتن وزن مولکولی کم همچنین ویسکوزیته را پایین نگه می دارد که جریان را از طریق ساختار لومن و گودال بهبود می بخشد.

### دارا بودن اجزای محلول/قطبی
رزین‌های اشباع باید در حلال‌های قطبی محلول باشند زیرا اغلب در طول عمل با آب رقیق می‌شوند. این نیز یک عامل کلیدی است زیرا حلال‌های قطبی به متورم شدن دیواره سلولی چوب کمک می‌کنند و انتشار رزین در داخل دیوار را آسان‌تر می‌کنند. مولکول‌های رزین نیز باید به اندازه‌ای قطبی باشند که با دیواره سلولی و اجزای آن میل ترکیبی داشته باشند. اجزای اصلی دیواره سلولی چوب، سلولز ، همی سلولز و لیگنین هستند که همگی دارای اجزای قطبی هستند که می توانند با رزین اشباع قطبی میل ترکیبی داشته باشند.

## فرآیند اشباع
برای اشباع چوب با رزین های اشباع،روشی که از لحاظ کاربردی در اولویت است فرآیند تصفیه خلاء است. به این صورت که در آن از یک ظرف آب بندی شده استفاده می‌کنند تا نمونه های چوبی را که در فرایند بهبود خواص هستند در آن جای دهند. پس از خشک شدن نمونه‌ها و در ظرف قرار گرفتن آن‌ها بسته به روش،یک خلاء تا فشار psi مشخصی ایجاد می‌شود. بعد از آن رزین انتخاب شده با یک فرآیند پر کردن به داخل ظرف وارد می‌شود و بسته به مدت زمان تعیین شده در آن روش، در حالت خلاء باقی می‌ماند. هنگامی که نمونه‌ها به مدت کافی در خلاء قرار گرفتند تا رزین وارد چوب شود، خلاء آزاد می‌شود و نمونه‌ها در محلول رزین باقی می‌مانند تا امکان پدیده انتشار ایجاد شود. انتشار توسط مرحله خلاء فرآیند کنترل نمی شود، بلکه صرفاً توسط زمان کنترل می شود. اگر رزین تمام مشخصات مورد نیاز را داشته باشد، در دیواره سلولی پخش می‌شود و فرآیند آغشته سازی کامل می‌شود.